# Хаунд Догс
Футбольний клуб «Хаунд Догс» (англ. Football Club Hound Dogs) — футбольний та футзальний клуб з Гібралтару. Клуб грає в Прем'єр-дивізіоні Гібралтару та в Кубку Гібралтару, футзальна команда клубу грає в Першому дивізіоні Гібралтару з футзалу. Клуб пропонує молодими гібралтарським футболістам платформу та можливість грати у футбол та футзал. Клуб був заснований із суворою політикою ротації, де основна увага приділяється тому, щоб кожен мав ігровий час.

## Історія

### Формування
Клуб був заснований влітку 2012 року Крісом Гомесом, Карлом Бредфордом, Девідом Бредфордом та Ерджаном Мехметом. Вони вчотирьох створили клуб з нуля, а пізніше на сезон 2013—2014 років запросили до тренерського штабу Тайрона Сміта. Кріс і Тайрон багато років тренували юнацькі команди у Гібралтарі, і тому в них зібралася група молодих гравців, зацікавлених підписати контракт з їх клубом. Переважна більшість цієї групи гравців були пов'язані з Крісом і Тайроном у футбольному клубі «Лайонс Гібралтар», а пізніше в клубі «Корінтіанс», де вони грали разом з Ерджаном протягом сезону 2011—2012 років і отримали велики досвід гри у Прем'єр-дивізіоні Гібралтару. Коли «Корінтіанс» припинив існування наприкінці сезону 2011—2012 років, ці молоді гравці не мали клубу, в якому вони могли б грати, і в результаті народився футбольний клуб «Хаунд Догс».
Після того, як зібрались кошти від гравців та членів-засновників, клуб зміг зареєструватися, та виставити футбольну команду у другому дивізіоні Гібралтару на сезон 2012—2013 років; пізніше спонсорство було забезпечено через паб «Calpe Hounds». Клуб добре розпочав свій перший сезон, посівши четверте місце в лізі.

### Після вступу Гібралтару в УЄФА
Вступ Футбольної асоціації Гібралтару до УЄФА призвів до значно більшого припливу грошей у гібралтарський футбол, і внаслідок цього результати «Хаунд Догс» почали погіршуватися, з нижчими показниками в кінці сезону в наступні сезони, хоча клуб і надав платформу для молодих гравців, таких як Нік Касл, Етьєн Вікторі, Джеймі Фортуна та Алан Вшеберовскі, для переходу до більших клубів. Співзасновник клубу Ерджан «Урдж» Мехмет покинув клуб у 2017 році, зігравши прощальний матч у червні того ж року. Однак результати та фінанси команди продовжували відставати від решти клубів, і в 2019 році «Хаунд Догс» вибули з новоствореної Національної ліги Гібралтару, отримавши спеціальний дозвіл грати в Проміжній лізі Гібралтару разом з командами U-23 з інших клубів Гібралтару. Після 6 років виступів у Проміжній лізі «Хаунд Догс» офіційно повернулися до найвищої ліги Гібралтару перед сезоном 2025–26 років, отримавши срібну ліцензію. Після цього головним тренером клубу було призначено ірландця Раяна Маккарті, що закінчило період 13-річного керівництва клубом Кріса Гомеса.